# ジョウシュウオニアザミ
ジョウシュウオニアザミ（上州鬼薊、学名 Cirsium okamotoi）はキク科アザミ属の多年草。

## 特徴

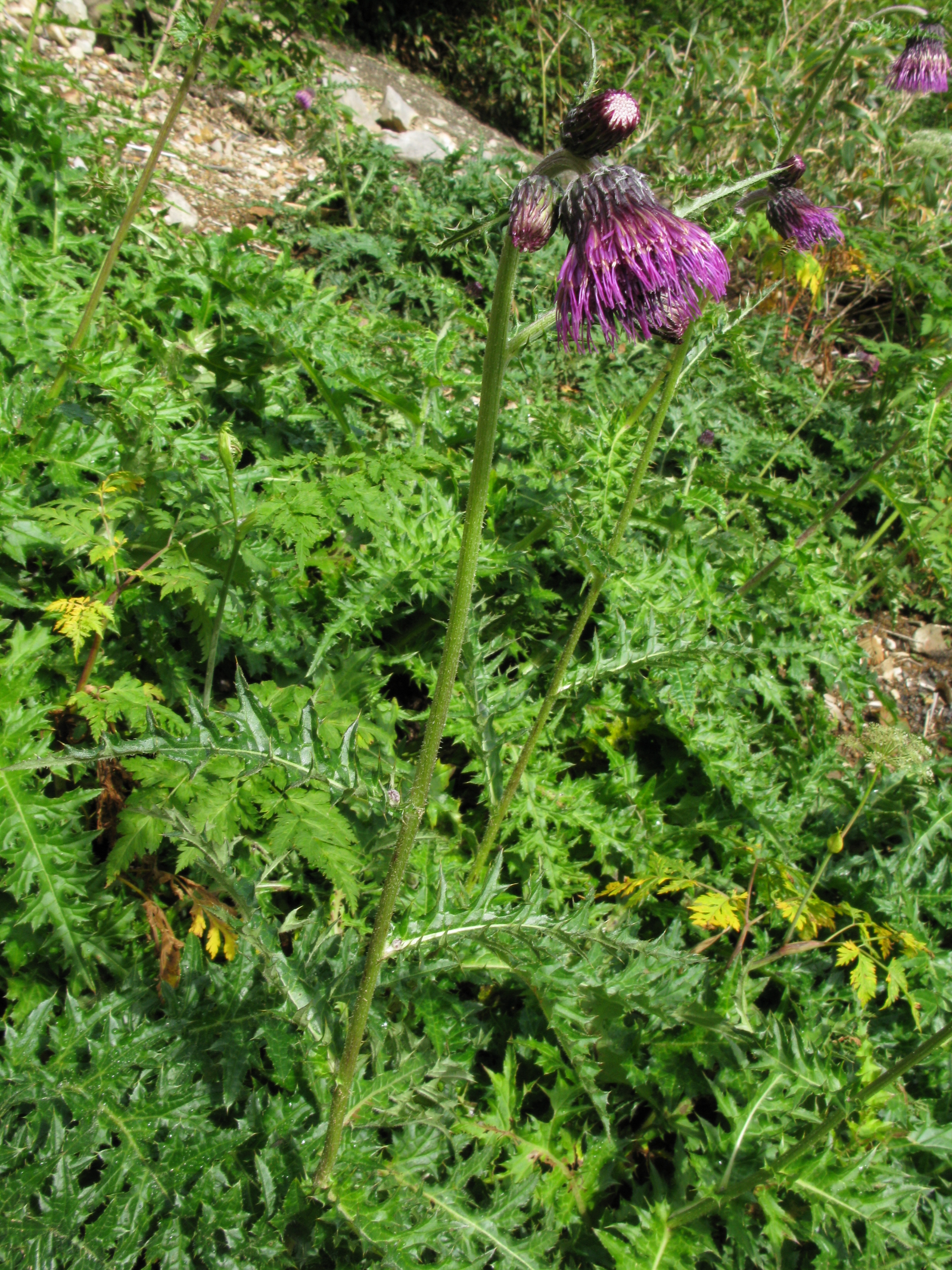
オニアザミより葉の切れ込みが深く、トゲが鋭い

茎の高さは60-90cmになる。オニアザミに似るが、オニアザミより葉の切れ込みが深く、とげが鋭い。
花期は7-8月で、雪渓として雪が遅くまで残る場所などでは9月頃まで咲き、下向きに1-3個程の花をつける。花（頭状花序）は筒状花のみで構成されており、花の色は紫色である。
総苞は粘る。花期にも根生葉は残っている。

## 分布と生育環境
アザミ属は、分布域が比較的広いものと極端に狭い地域固有種がある。ジョウシュウオニアザミの分布域は狭く、群馬県、新潟県の県境、およびそれに接する福島県、長野県の山域に分布している。
基準産地は群馬県至仏山。